# Domaine du Chaudron
Le domaine du Chaudron, aussi appelé propriété Maureau, est un grand domaine de l'île de La Réunion, département et région d'outre-mer français dans le sud-ouest de l'océan Indien. Ancienne « habitation » agricole coloniale, la plantation est située sur le territoire communal de Saint-Denis, dans le quartier du Chaudron. En 1847, un an avant l'abolition définitive de l'esclavage, 244 esclaves travaillent sur l’exploitation.
L'ancienne maison des maîtres est classée Monument historique depuis le 22 novembre 1981, le parc et les dépendances étant inscrits à l'inventaire supplémentaire depuis la même date,.  La maison principale est entièrement détruite lors d’un incendie le 24 janvier 2024.

## Toponymie
- Le nom de « chaudron » est donné au domaine du fait de sa proximité avec une grande cavité dans la ravine Premier Bras ayant la forme d'un chaudron.
- « Maureau » fait référence au nom des derniers propriétaires du domaine.

## Histoire
L'histoire du Chaudron est étroitement liée à celle de Saint-Denis. Lorsque Jacob de la Haye, vice-roi des Indes, décide le 2 juin 1671, de bâtir une forteresse, il assoit les bases de la ville de Saint-Denis, et par la même occasion des lieux-dits environnants, notamment le Chaudron et Sainte-Clotilde.

### Les propriétaires successifs

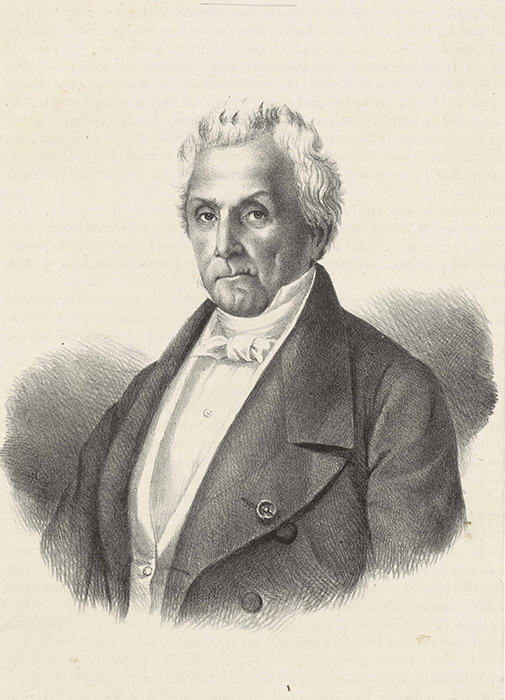
Le planteur Charles Desbassayns.

Les propriétaires successifs du domaine du Chaudron furent les Desbassayns, les Sicre de Fonbrune, les Lory, les Bélier de Villentroy, les Maureau et les Le Clézio.
Initialement, le domaine est acheté par Guy Léon à la veuve Lapeyre, apparenté à la famille Azéma du Tilleul.

### Mise en sucre et développement du domaine

#### Famille Desbassayns
Le plus connu des propriétaires du domaine fut le riche créole Charles Desbassayns, 4e fils de Madame Desbassayns. En 1809, il acquiert de Guy Léon un terrain de 75 hectares en échange de 575 balles de café et 4825 piastres.
Pendant l'occupation anglaise de l'île (1810-1815), Charles Desbassayns et son frère aîné Joseph, propriétaire de la plantation Bel Air à Sainte-Suzanne, se lancent dans la culture de la canne à sucre, alors que la production était alors majoritairement consacrée au café et aux cultures vivrières.
En 1815, Desbassayns fait construire une nouvelle usine sucrière, et commande en Angleterre un moulin mécanique en fer à engrenages. En 1817, très en avance sur son temps, il s'équipe d'une pompe à feu, d'une puissance de 6 chevaux. Le Chaudron est, par sa mécanique avancée, la première usine sucrière de l'île.

#### Familles Fréon et Sicre de Fontbrune
Endetté et décidé à se concentrer sur ses trois autres habitations plus rentables, Charles Desbassayns revend l'exploitation en 1822 à Jean Baptiste Gérard Laurent Gertrude Fréon (1778-1833). En 1823, il y a sur la plantation 29 esclaves, dont 4 femmes, essentiellement des « Mozambiques » (Cafres, Noirs d'Afrique australe).
Il agrandit la taille de la propriété et de son usine, et fait construire en 1827 un moulin à vent pour réaliser des broyages d'appoint lors des alizés. Celui-ci sera ensuite abandonné au profit des machines à vapeur.
A la mort de Jean-Baptiste Laurent Fréon en 1833, l'exploitation, estimée à 360 000 Francs, est rachetée par sa sœur Marie Geneviève Élisabeth Fréon (1777-1858), grande fortune sucrière de l'île, et par son mari Paul Charles Auguste Sicre de Fontbrune (1759-1840). Ils conservent la plantation pendant 10 ans.

#### Famille de Lory
En 1843, la famille de Lory des Landes acquiert la propriété qui, en 1847, compte encore 244 esclaves. Une de leurs esclaves, Toinette (1798-1860), est restée célèbre. Elle dispose de la seule tombe de captif connue de Saint-Denis, et celle-ci se trouve dans une zone réservée aux familles bourgeoises de la ville. Son parcours est un témoignage intéressant de la complexité de l'histoire de l'esclavage à La Réunion.
Entre 1843 et 1848, les Lory agrandissent la plantation, qui passe de 177 ha à 250 ha, s'étendant ainsi du battant des lames au sommet des montagnes. La maison des maîtres est également agrandie pour en faire un rendez-vous de chasse avec l’adjonction de 4 autres pièces obtenue par le comblement des varangues Est et Ouest, couvertes à leur tour en bardeaux, et la construction à l’arrière des chenils et des écuries.

### Abolition de l'esclavage et déclin de l'habitation
Sous la Deuxième République, un décret abolit définitivement l'esclavage en 1848. Il s'accompagne toutefois de l'indemnisation des propriétaires esclavagistes. À titre d'exemple, Jules de Lory des Landes touche ainsi, en 1849, la somme de 32 785 Francs-or en compensation du préjudice financier causé par l'affranchissement de ses esclaves.
L'abolition entraine un départ des travailleurs captifs des plantations. Pour faire face à ce manque de main-d’œuvre, les planteurs se tournent vers le système de l'engagisme pour s'approvisionner en travailleurs agricoles, originaires principalement d'Inde (Malbars), et dans une moindre mesure de l’Afrique et de Madagascar.
En 1852, sur les 316 hectares du domaine, 49% est cultivé en canne à sucre, 12% en manioc pour nourrir les travailleurs et les engagés, 6% en embrevades pour nourrir les animaux, et le reste (33%) est laissé en repos et en jachère.
À partir de 1860, La Réunion passe d'une extraordinaire euphorie, à un moins extraordinaire marasme financier. 1859 marque la première baisse des prix du sucre. Cette chute est due au développement de l'industrie de la betterave sucrière en métropole, combiné à l'ouverture du canal de Suez qui court-circuite l'itinéraire par le cap de Bonne-Espérance. De 130 en 1858, le nombre d'usines tombe à 90 dix ans plus tard, 55 en 1893, 35 en 1903, 20 en 1915. L'usine du chaudron ne résistera pas à cette crise.
Quand en 1897, le Domaine du Chaudron est acquis par les époux Pierre Bellier de Villentroy, il compte 112 hommes d’effectif, et 100 fermiers créoles travaillant sur l’exploitation et logés sur place.

### Le Chaudron auXXesiècle
En 1905, l'exploitation est rachetée par Xavier Sicre de Fontbrune, dont les ancêtres avaient été propriétaires de la plantation. La maison de maître est alors constituée de 10 appartements, un office, une petite réserve et la grande varangue. Sicre de Fontbrune conserve la propriété jusqu'en 1918, date à laquelle ses 400 hectares sont acquis par Charles André Maureau, qui donne à la demeure sa configuration définitive. Agrandie, elle est équipée d'une cuisine en pierres séparée du reste du bâtiment par un sas extérieur. Le toit initial est également rehaussé d’un terrasson afin de résoudre les problèmes d’étanchéité dus à la conception de l’ancienne charpente.
Lui succèdent son fils Charles (1902-1992), qui eut trois garçons (dont Hervé Maureau, qui fut conseiller général du 8ème canton de Saint-Denis) et sa sœur, Mary, qui épousa Maurice Le Clézio (de l’Île Maurice).
Entre les deux guerres, outre la canne à sucre, dont la culture persiste jusque dans les années 60, le domaine vit de l’exploitation des filaos, de cultures vivrières (ambrevades, légumes) et de divers élevages, dont un élevage d’oiseaux. Le personnel du domaine se composait de cuisinières, de femmes de chambre, de palefreniers (pour les soins aux chevaux) et de très nombreuses familles de colons.
La propriété qui ne couvre actuellement plus que 10 hectares, appartient pour moitié à la famille Maureau, et pour l'autre moitié à la famille Le Clézio qui lui est apparentée.

### Le quartier du Chaudron
Dans les années 1960, le quartier du Chaudron, face à l'augmentation démographique, se métamorphose tandis que les champs n'existent plus. Le 24 mai 1965, Michel Debré pose la première pierre des logements sociaux du quartier. La construction est réalisée par la société Immobilière de la Réunion, la SIDR, avec la livraison de la première tranche en 1966, puis la seconde tranche en 1973. Au total, 2 050 logements sont construits, dont 950 en individuel, pour un total de 9 500 habitants.
Le chemin Maureau passe sous le toboggan de la Jamaïque de construction récente. À gauche, une déviation de la Nationale qui se dirige vers le haut du Chaudron, sépare la Cité Michel Debré de la zone industrielle.
Cette route ne date que du début des années 1950, et permettait d'accéder au Chaudron via le pont central à Sainte-Marie, éventuellement au village de la Rivière des Pluies. En périodes de grandes crues, elle était vitale. Une ébauche de tracé avant 1940 avait été envahie par les herbes, la Seconde Guerre mondiale étant passée par là. Elle fut reprise et terminée vers 1953.
Aujourd'hui, le quartier du Chaudron est constitué d'ensembles immobiliers, de cités, d'une zone industrielle où sont installés des magasins, une station météorologique, d'un centre d'affaires et d'entrepôts. Il abrite l'une des plus grandes Zones industrielles du nord du département, renouant avec son riche passé et construit l'un des cœurs économiques de la Réunion.
Malgré les profonds bouleversements opérés ces trente dernières années, cette petite ville dans la Ville, conserve son âme réunionnaise à l'image de son magnifique marché forain.
En 2018, le temple hindou construit en 1920 pour les engagés indiens travaillant au domaine du Chaudron, a été restauré.

## Reconnaissance patrimoniale
Par arrêté du 22 novembre 1981, les façades et toitures de la maison de maître sont classées Monument Historique. Les façades et toitures de l’ensemble des bâtiments des dépendances et le parc sont inscrits à l’inventaire supplémentaire.